# Christophe Dugarry
Christophe Dugarry (født 24. marts 1972 i Lormont, Frankrig) er en fransk tidligere fodboldspiller, der spillede størstedelen af sin aktive karriere for den franske Ligue 1-klub Girondins Bordeaux, hvor han i alt tilbragte 11 sæsoner. Han var i kortere perioder desuden tilknyttet udenlandske topklubber som AC Milan og spanske FC Barcelona. Han sluttede sin karriere i 2005 efter et ophold i Qatar.

## Landshold
Dugarry spillede igennem sin karriere 55 kampe for Frankrigs fodboldlandshold, og scorede 8 mål. Hans landsholdsdebut kom 26. maj 1994 i en venskabskamp mod Australien. Han var herefter inde omkring landsholdet i flere år, og var blandt andet med til at blive verdensmester ved VM i 1998 på hjemmebane, og europamester ved EM i 2000. Desuden var han med til at vinde Confederations Cup i 2001, hvilket fuldendte en succesfuld karriere på landsholdet.

## Resultater
VM i fodbold
- 1998 med Frankrig

EM i fodbold
- 2000 med Frankrig

Confederations Cup
- 2001 med Frankrig